# Prieuré Notre-Dame de La Charité-sur-Loire
Pour les articles homonymes, voir Notre-Dame.
Le prieuré Notre-Dame de La Charité-sur-Loire est un prieuré bénédictin situé dans le département de la Nièvre, dont la charte de fondation remonte à 1059 avec la donation d'une église Sainte-Marie. Il est connu en 1070 sous le nom de Caritate et fait partie du diocèse d'Auxerre.
Il a subi des modifications au XIIe siècle, notamment la construction d'un déambulatoire à chapelles rayonnantes. L'église est surtout réputée pour son chevet à chapelles rayonnantes et sa façade (Ouest) avec ses deux tympans.  Elle appartenait à un important prieuré, l’un des cinq principaux de la puissante abbaye de Cluny (appelés traditionnellement ses “filles aînées”), située en Bourgogne. C'est pourquoi elle était, au Moyen Âge, la seconde plus grande église de France, après celle de Cluny III. Riche et puissant, le prieuré clunisien de La Charité-sur-Loire s'enrichit de nombreuses donations et possessions dès sa création. La grande église priorale actuelle doit montrer de par son décor soigné et sa grandeur, tout comme celle de Cluny, le rayonnement de l'ordre et du prieuré.
Le prieuré a été classé monument historique par la liste de 1840 et inscrit en 1998 sur la liste du patrimoine mondial par l'UNESCO au titre des chemins de Saint-Jacques-de-Compostelle en France (via Lemovicensis).

## Histoire
La construction du monastère de La Charité commence en 1052 sous le prieur dom Gérard de Cluny, sur des terres que lui donne Guillaume Ier, comte de Nevers. Il y avait cependant déjà eu une ou des constructions préexistantes, révélées par des recherches archéologiques sur la place Sainte-Croix (devant l'église) en 2015. Un monastère du nom de Seyr aurait été construit à cet emplacement vers l'an 700 ; il aurait été détruit lors des raids vikings du IXe siècle.
En 1213, le pape Innocent III approuve la garde du prieuré et la procuration ou pension due par le prieuré de La Charité au comte de Nevers :

« [Les comtes de Nevers] de fort grande anciénné avoient droit de garde & protection de plusieurs Abbayes, Prieurez & Églises, tant pour en être Fondateurs, comme en vertu des convenances faites avec justes causes, homologuées, ou par prescription de tems immemorial […] le Prieuré de La Charité au Diocese d'Auxerre […] Quant à la garde du Prieuré de La Charité se trouve Jugement arbitral de l'Évêque de Senlis, Guarin, Chancellier de France, par lequel les religieux reconnoissent le Bourg de La Charité & appartenance, êtes de la garde du comte est tenu de faire amender les torts qui auroient été faits ausdits Religieux en ce qui est de Juridiction seculiere […]. Jugement homologué par Louis qui témoigne que le compromis fut fait en sa presence en date de l'an 1224. »

Une crise éclate au début du XIIIe siècle entre la maison-mère et le prieuré qui connaît des problèmes financiers, ainsi que des conflits politiques. Puis viennent les guerres des XIVe et XVIe siècles, qui détruisent les bâtiments. Sans oublier l'incendie de juillet 1559 qui ravage église et bâtiments conventuels. N'ayant pas les moyens de remettre l'ensemble des bâtiments en état, les travaux de première nécessité sont réalisés en ce temps de guerres de Religion. Pendant deux siècles du XVIIe siècle au XVIIIe siècle, plusieurs tentatives de réforme sont envisagées sans succès.
Nicolas Colbert et son neveu Jacques Nicolas Colbert furent nommés successivement par le pape prieurs de La Charité à condition de reconstruire le prieuré dévasté par un incendie 100 ans plus tôt. Les travaux commencèrent en 1667. Le prieuré retrouve son faste sous le prieurat du cardinal François-Joachim de Pierre de Bernis (1757–1790).
La Révolution laisse son empreinte sur le monastère qui est fermé en 1791. L'église devient paroissiale, les bâtiments sont vendus, et pendant les XIXe et XXe siècles s'installent successivement : une faïencerie, une fabrique de chaussures, un négoce en vin, qui font subir des transformations néfastes mais sauvent le prieuré de la destruction.
En 1840, Prosper Mérimée sauva l'édifice d'une destruction programmée par le passage de la route royale de Nevers à Paris entre le chœur et la tour de façade.
Depuis 2001 le prieuré est le site d'un des plus grands chantiers de restauration de Bourgogne.

## Architecture

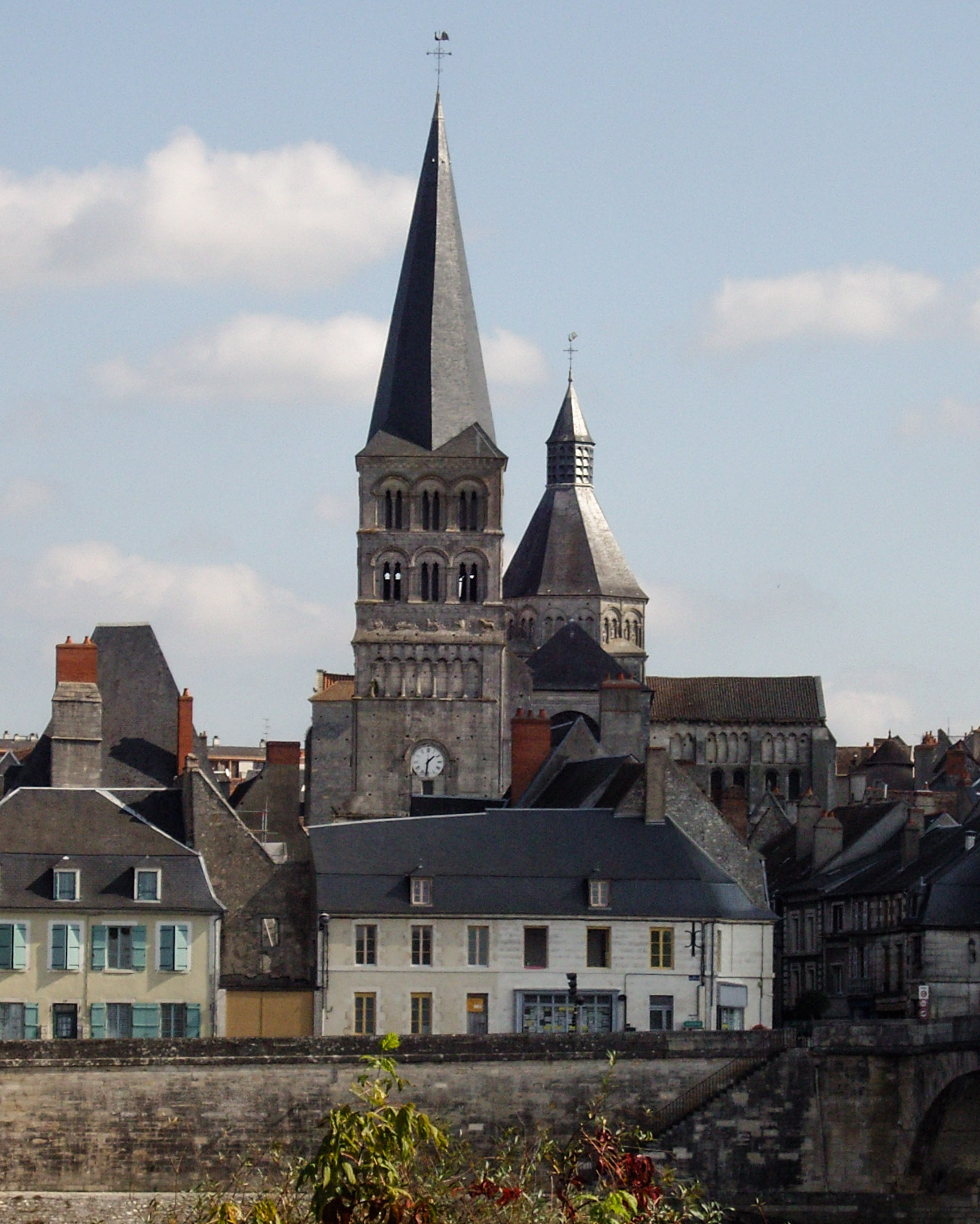
L'église vue de la Loire.

### L'église prieurale, façade occidentale
Son tympan (1130–1135) porte le thème de l'Assomption de la Vierge, thème assez peu répandu sur les tympans romans. Il est présent néanmoins à Corneilla-de-Conflent, Cabestany, Gensac-la-Pallue, et plus tard dans des compositions gothiques (Notre-Dame de Paris, Notre-Dame de Chartres). Il est associé avec les scènes du linteau mettant en valeur le Fiat de la Vierge : l'Annonciation, la Visitation, l'Assomption que complète l'Annonce aux bergers. La dévotion mariale est très forte dans la liturgie clunisienne et principalement à La Charité placée sous le vocable de la Vierge, dont la fête patronale était le jour de l'Assomption,.

### Le transept sud

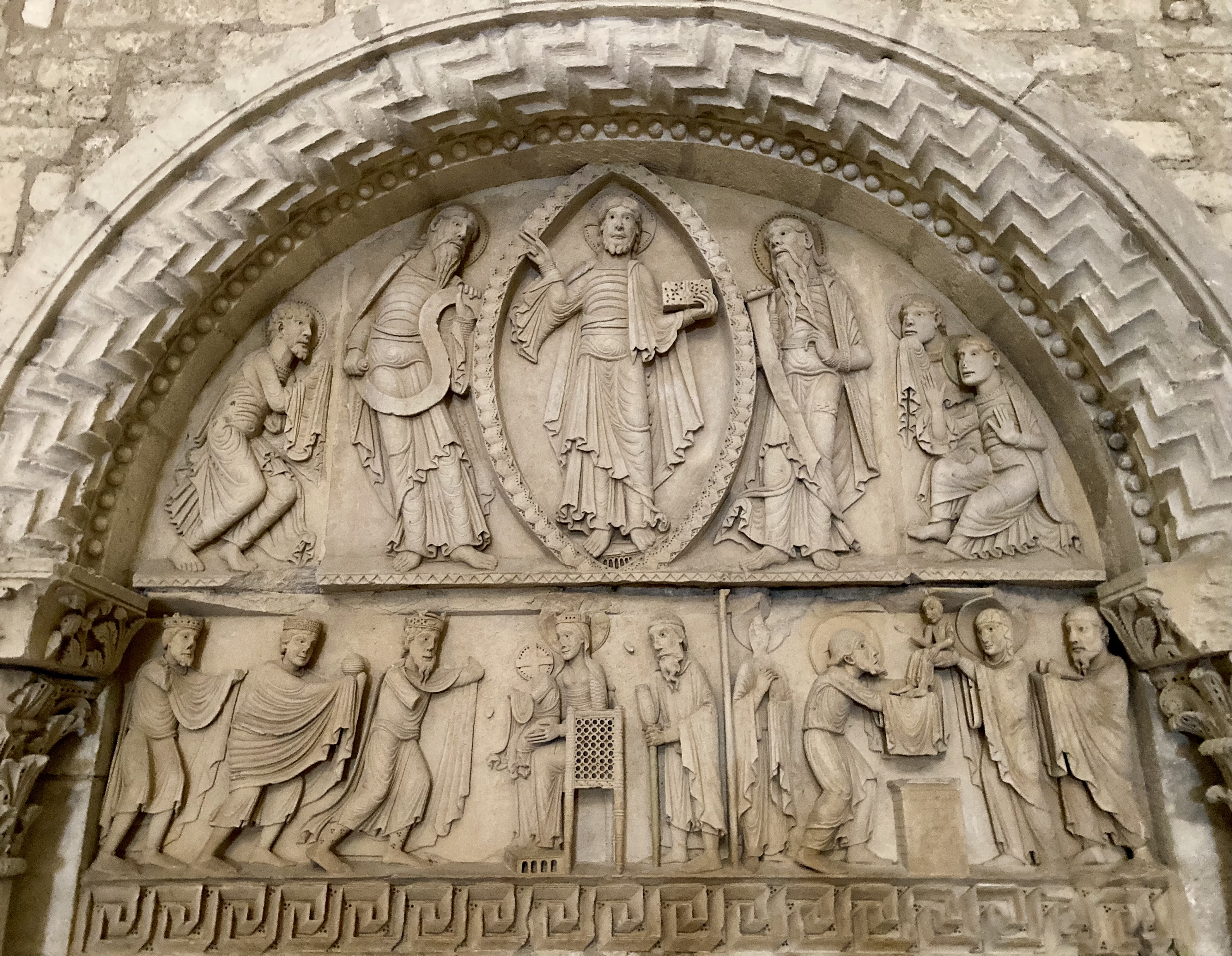
Tympan de la Transfiguration, sur le transept sud.

Son tympan daté de 1132, provenant de la façade occidentale, est visible sur la face intérieure du bras sud du transept. Son thème principal est la Transfiguration, c'est-à-dire l'apparition de Moïse et d'Élie aux côtés du Christ dans sa gloire divine. Ce sujet n'était pas le plus représenté à l'époque romane, car le Christ n'en est pas l'unique protagoniste, ce n'est donc pas une théophanie dans le vrai sens du terme. Cependant, il est très bien maîtrisé à La Charité-sur-Loire, le Sauveur étant nettement séparé des personnages de l'Ancien Testament, dans une mandorle.
Le tympan est ceinturé d'un arc outrepassé, qui lui permet d'être découpé en un demi-disque sur le registre supérieur, et une frise de type linteau pour le registre inférieur. Cette partie est elle-même scindée en deux zones inégales, à gauche portant l'Adoration des Mages, et à droite la Présentation de Jésus au Temple. Ces deux scènes font partie du cycle iconographique de l'Enfance du Christ incarné, alors que la Transfiguration qui prend la place habituelle d'une Ascension ou d'une théophanie à la fin des Temps est un des symboles de la continuité entre l'Ancien Testament et le Nouveau Testament. C'est Pierre le Vénérable qui introduisit la fête de la Transfiguration dans la liturgie clunisienne.

Église Notre-Dame de La Charité-sur-Loire
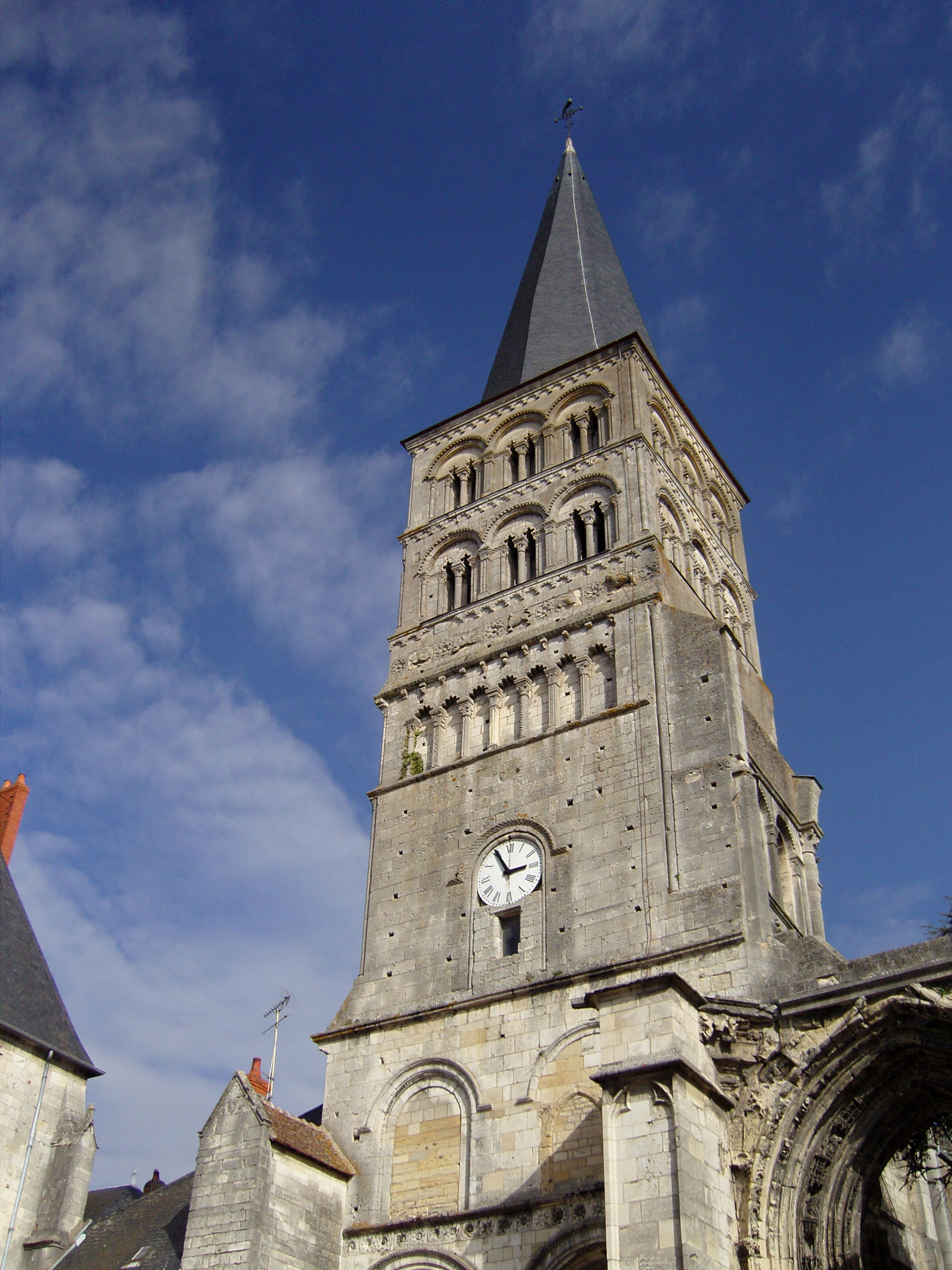
Le clocher de l'église.
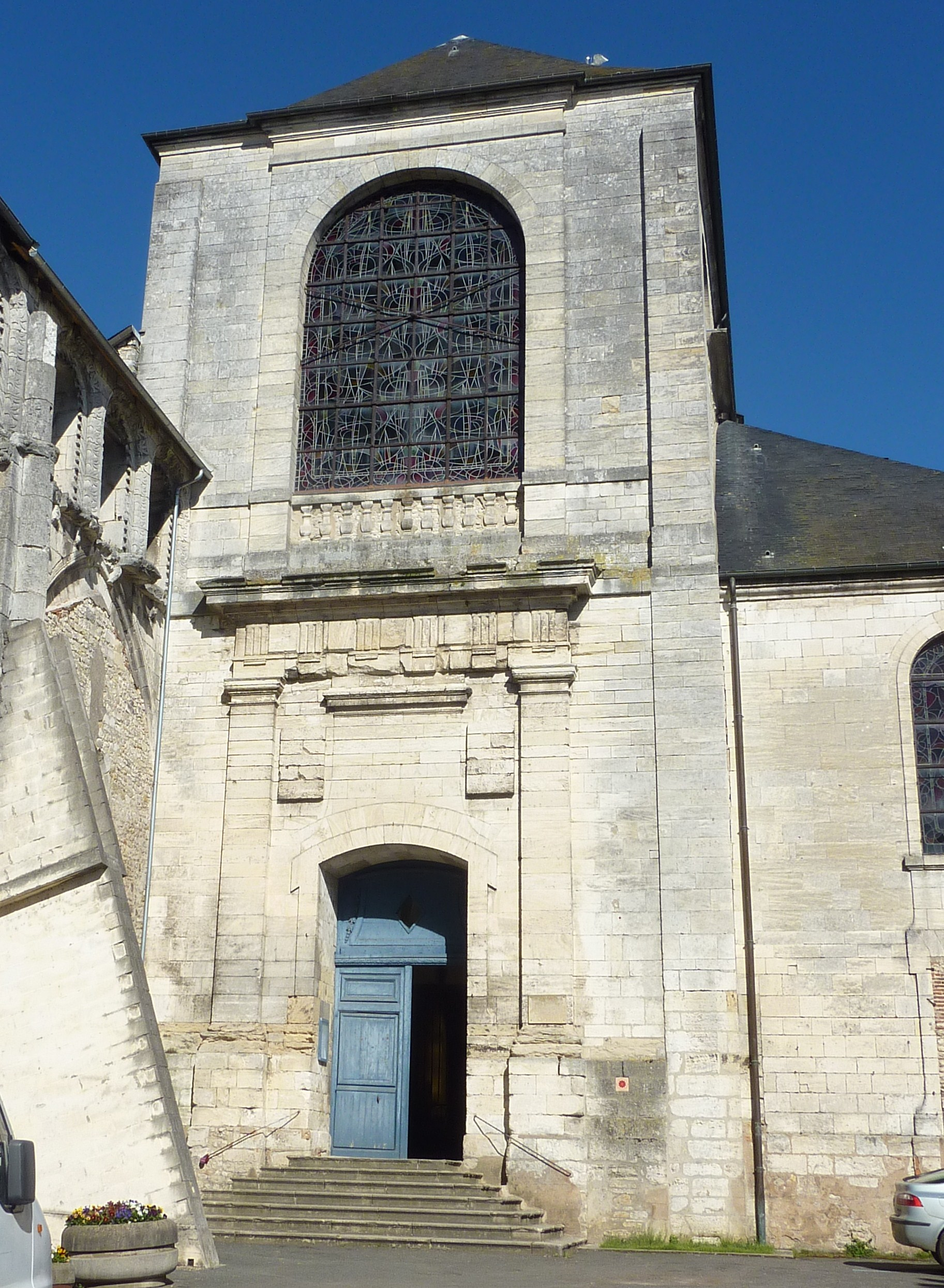
L'entrée sud de l'église.
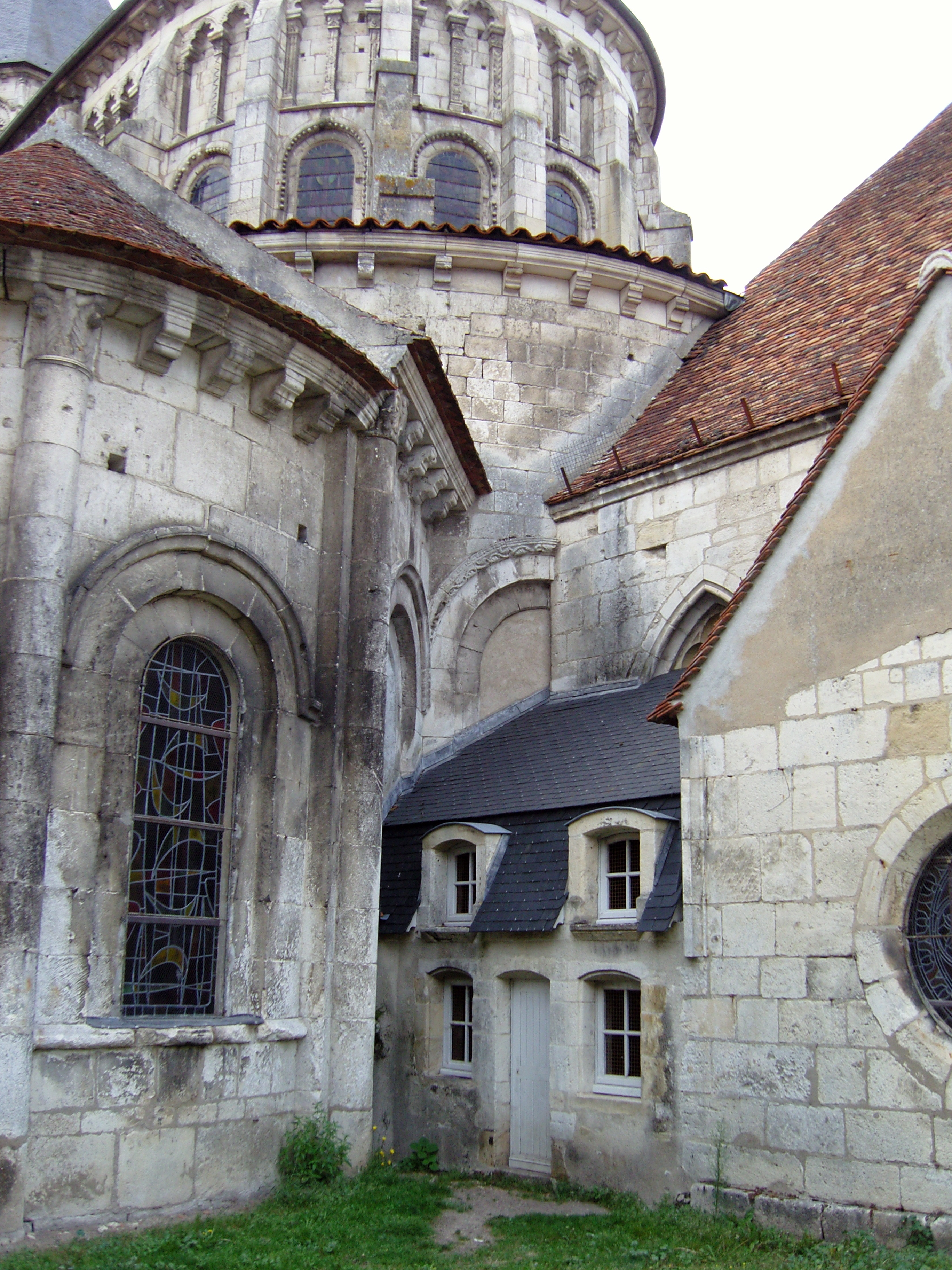
L'ossuaire de l'église.
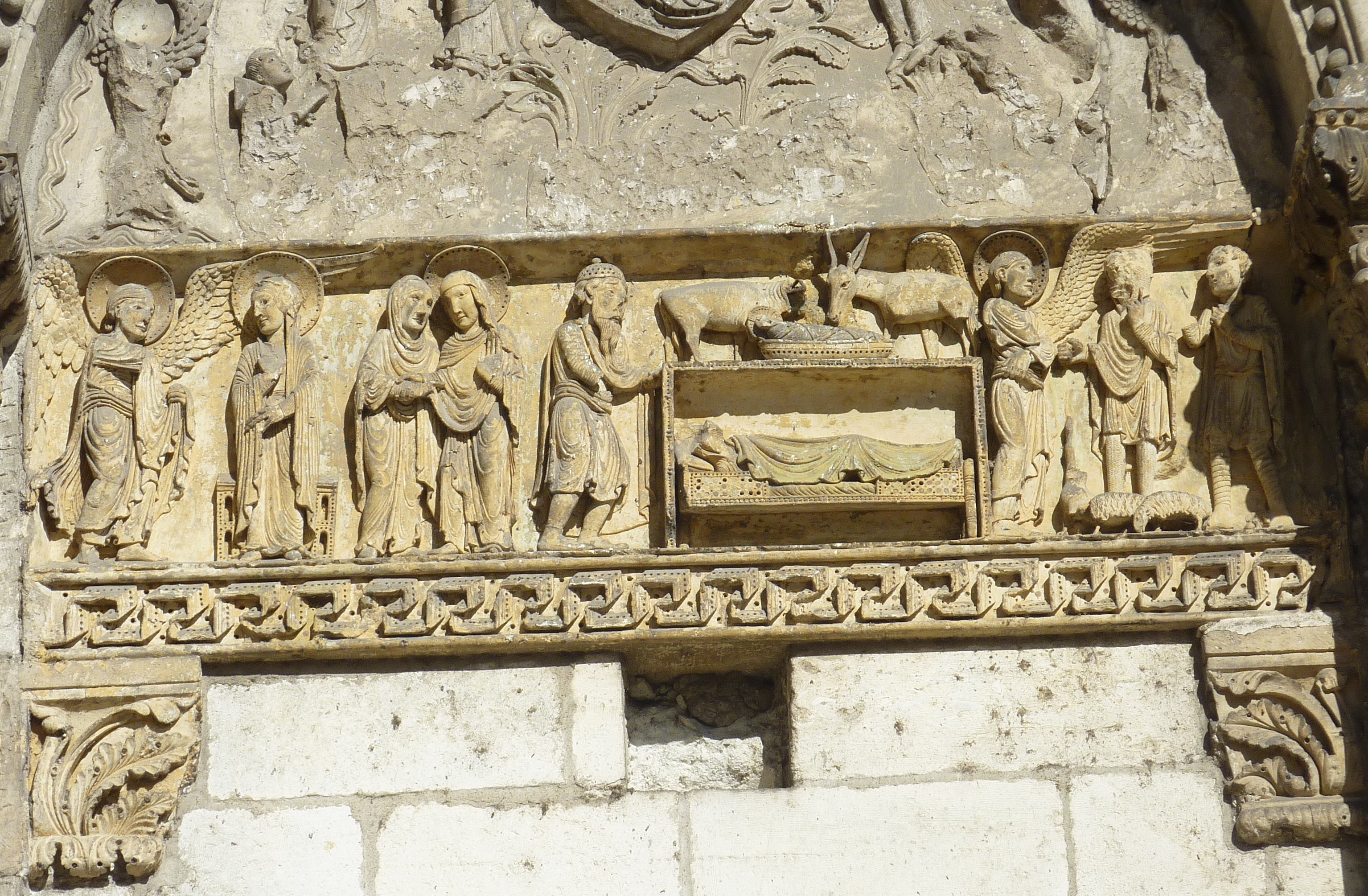
Frise sur le portail de l'église.

### L'intérieur de l'église Notre-Dame

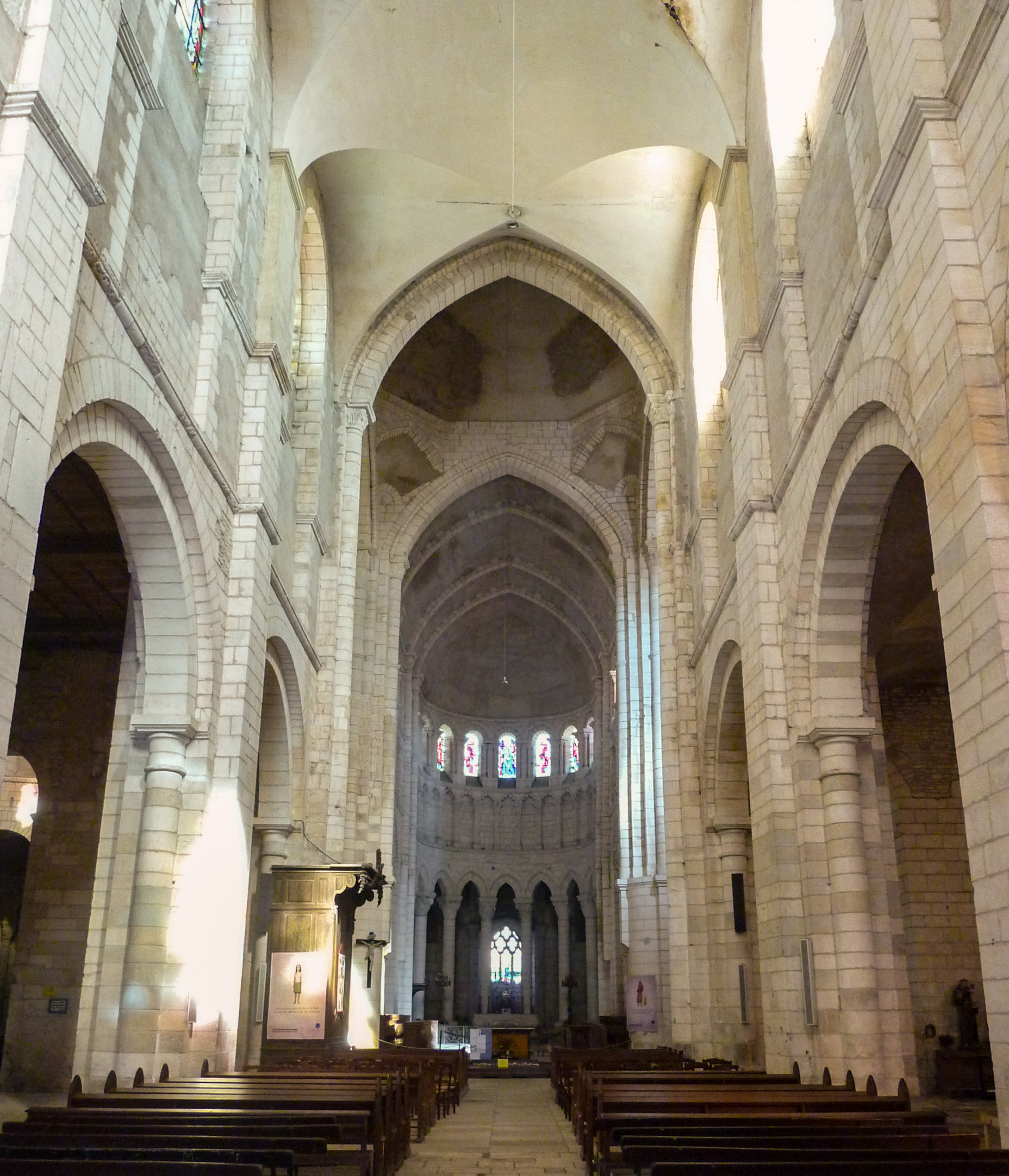
Une vue intérieure de l'église Notre-Dame.

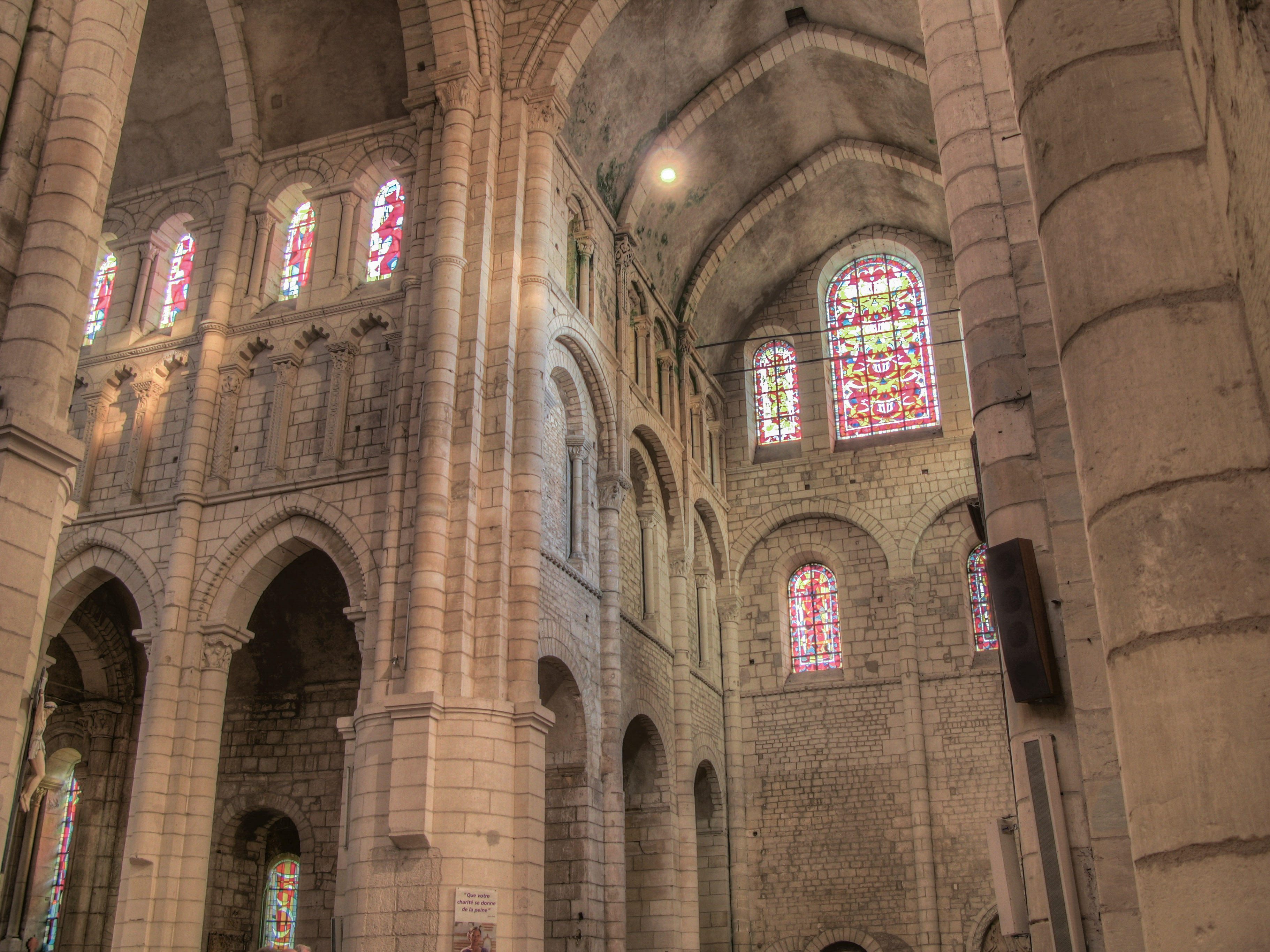
Le transept sud.

Au XIIe siècle, le chevet à sept absides échelonnées est replacé par un chevet déambulatoire et chapelles rayonnantes.
Bien que très remaniée au XVIIe siècle, l'intérieur de l'église Notre-Dame, récemment[Quand ?] restauré, impressionne par son transept de grande dimension, avec de hautes colonnes reposant sur des arcs brisés. Le chœur est composé de trois travées avec une voûte en berceau brisé, l'abside présentant un faux triforium et est entouré d'un déambulatoire avec des chapelles rayonnantes. Les chapiteaux du chœur présentent des sculptures à motifs pour la plupart animaliers. Les stalles furent installées sous Jean de La Magdeleine de Ragny en même temps que fut réalisé le passage de La Madeleine et la façade de l'église. C'est sous le prieur Jacques Nicolas Colbert que fut refaite une partie de l'église.
Sur le mur intérieur du croisillon sud se trouve le deuxième tympan qui présente dans une mandorle du Christ, entouré des deux prophètes Moïse et Élie. Les apôtres sont aussi représentés et plusieurs scènes de la vie de Jésus-Christ comme l'Adoration des mages et la Présentation au Temple.

### L'église Saint-Laurent
Son chevet fut découvert lors des fouilles de 1975, dans le jardin contigu à l'église prieurale. Elle est dédiée à « tous les saints », mais plus tard elle est connue sous le vocable de saint Laurent. C'était un lieu de prières autour des reliques, à l'attention de tous les saints, et des défunts y ayant fondé leur obiit. On y donne des cérémonies avec de nombreuses processions, selon les coutumiers. Elle est refaite après les incendies du XIIIe siècle.

### Le cloître
Il a été refait après les incendies du XIIIe siècle du côté est, puis au XVIIe siècle par le prieur Jacques Nicolas Colbert, toujours du côté de la galerie est.

### Les bâtiments conventuels
Au début du XVIe siècle, de nombreux travaux de restaurations et de constructions furent entrepris sous le prieurat de Jean de La Magdeleine de Ragny, dont la porterie, le logis prieural et le pressoir commun. Des bâtiments disparaissent sous des terrasses pendant le prieurat de Jacques Nicolas Colbert. Le bâtiment au nord du cloître est réalisé sous le cardinal François-Joachim de Pierre de Bernis.

### Le grenier à sel
Le prieuré avait un grenier à sel qui comprenait quarante et une paroisses de sa juridiction.

## L'Élection
L'Élection de La Charité-sur-Loire est créée en 1635 et dépend de la généralité de Bourges. Supprimée en 1661, elle est rétablie en 1669 et passe en 1696 à la généralité d'Orléans.

## Moines notables
- Dom Robert Mauvielle, prieur claustral (sous-prieur), mort le 4 novembre 1628 de la peste, contractée après avoir remplacé un curé de la ville défaillant. Il joua un rôle dans la réforme du prieuré de la Charité. Son culte [Quoi ?] fut d'assez courte durée[51]. Il participa en 1627, avec trois autres moines de Cluny, à la réalisation du bréviaire romain-monastique (celui du pape Paul V), à l'usage de Cluny, à savoir : dom Henri Girard, procureur général, Pierre Lucas, maître des novices, Jacques Naudin, chantre. Son épitaphe se trouve dans la chapelle de la Vierge dans l'église Sainte-Croix de La Charité-sur-Loire[52] ;
- Dom Antoine Parmentier, religieux profès de Cluny, chantre du prieuré Notre-Dame de La Charité et prieur de Saint-Honoré, il fut en procès avec Messire Arnaud de Lange, chevalier et seigneur de Villemenan, et Hubert Lange, son fils, le 18 mars 1659[53].

## Armoiries

« D'azur, à trois bourses ouvertes d'or, liées et ampadonnées de même, chacune chargée d'une quintefeuille de gueules, et en chef une fleur de lys du second émail. »

## Inventaire des titres
Il fut dressé en 1739 par Antoine Bataillier, notaire royal.